# Synthliboramphus craveri
Synthliboramphus craveri là một loài chim trong họ Alcidae.
Chúng cư trú sinh sản hải đảo trong cả Thái Bình Dương và Vịnh California ngoài khơi bán đảo Baja của Mexico. Chúng cũng bay lang thang khá thường xuyên như xa tận trung bộ California ở Mỹ, chủ yếu trong giai đoạn phân tán sau thời gian sinh sản.